# Potentilla durangensis
Potentilla durangensis es una especie de planta del género Potentilla, perteneciente a la familia Rosaceae.

## Taxonomía
Potentilla durangensis fue descrita por Per Axel Rydberg en 1908.

## Distribución
Se encuentra en el territorio noreste y noroeste de México.